# 迪里 (埃纳省)
迪里（法語：Dury，法語發音：[dyʁi]）是法国上法蘭西大區埃纳省的一个市镇，属于圣康坦区。

## 地理
迪里（49°45'2"N, 3°7'44"E）面积7.74 平方千米，位于法国上法蘭西大區埃纳省，该省份为法国北部内陆省份，北起北部省，西接索姆省和瓦兹省，东临阿登省和马恩省，西南至塞纳-马恩省，东北部与比利时接壤。
与迪里接壤的市镇（或旧市镇、城区）包括：欧比尼欧凯讷、布赖圣克里斯托夫、奥勒济、皮通、圣西蒙、索梅特-欧库尔、蒂尼和蓬。
迪里的时区为UTC+01:00、UTC+02:00（夏令时）。

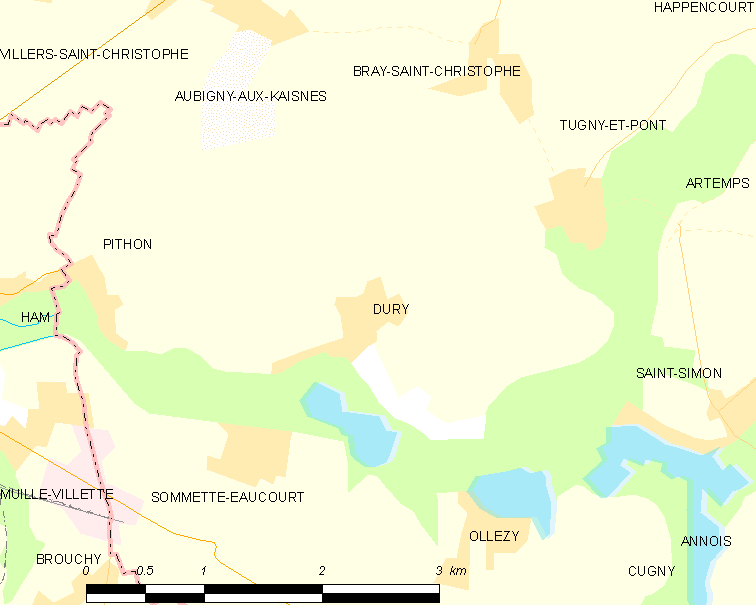
迪里的OSM定位图

## 行政
迪里的邮政编码为02480，INSEE市镇编码为02273。

## 政治
迪里所属的省级选区为里布蒙县。

## 人口

1962-2008年间迪里人口变化图示

迪里于2022年1月1日时的人口数量为194人。